# 磷化镨
磷化镨是镨和磷的无机化合物，化学式为PrP。该化合物会结晶。

## 合成
在碘蒸汽下将镨金属和磷共热：
{\displaystyle {\ce {Pr + P -> PrP}}}

## 物理性质
磷化镨会形成立方晶体，空间群为F m3m，晶格常数为a = 0.5872 nm，Z = 4，结构类似氯化钠NaCl。
这个化合物在3120 °C均匀融化。